# Liste der Biografien/Iss
Liste der Biografien |
Portal Biografien |
Personensuche
# |
A |
B |
C |
D |
E |
F |
G |
H |
I |
J |
K |
L |
M |
N |
O |
P |
Q |
R |
S |
T |
U |
V |
W |
X |
Y |
Z |
?
 
Ia |
Ib |
Ic |
Id |
Ie |
If |
Ig |
Ih |
Ii |
Ij |
Ik |
Il |
Im |
In |
Io |
Ip |
Iq |
Ir |
Is |
It |
Iu |
Iv |
Iw |
Ix |
Iy |
Iz
 
Isa |
Isb |
Isc |
Isd |
Ise |
Isf |
Isg |
Ish |
Isi |
Isj |
Isk |
Isl |
Ism |
Isn |
Iso |
Isp |
Isr |
Iss |
Ist |
Isu |
Isw |
Isy
Die Liste der Biografien führt alle Personen auf, die in der deutschsprachigen Wikipedia einen Artikel haben. Dieses ist eine Teilliste mit 143 Einträgen von Personen, deren Namen mit den Buchstaben „Iss“ beginnt.

## Iss

### Issa
- Issa, Abdou Sidikou (* 1964), nigrischer General und Diplomat
- Issa, Abdullahi (1922–1988), somalischer Premierminister des Treuhandgebietes Italienisch-Somaliland (1956–1960)
- Issa, Ahmed (1943–1983), tschadischer Leichtathlet
- Issa, Albert (1943–1993), nigrischer Schriftsteller und Verleger
- Issa, Alia (* 2001), syrische Parasportlerin und Leichtathletin
- Issa, Darrell (* 1953), amerikanischer Unternehmer und Politiker der Republikanischen Partei
- Issa, Esther (* 1998), nigerianische Hochspringerin
- Issa, Ibrahim (1929–1986), nigrischer Schriftsteller, Journalist und Manager
- Issa, Manal (* 1992), französische Filmschauspielerin
- Issa, Marwan (1965–2024), stellvertretender Führer der Qassam-Brigaden der HamasMarwan Issa (1965–2024)

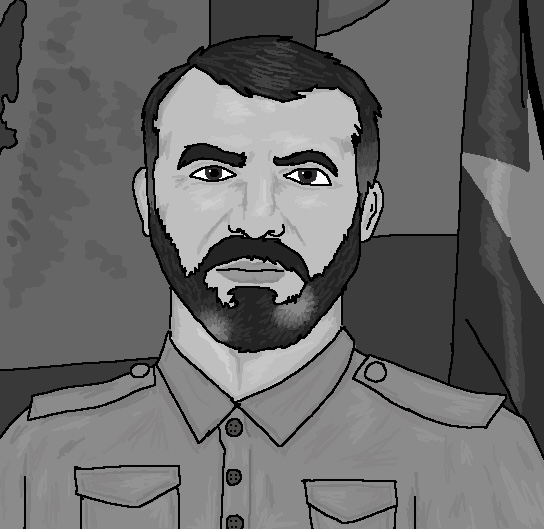
Marwan Issa (1965–2024)

- Issa, Mohamed (* 1998), deutscher Schauspieler
- Issa, Mounkaïla (* 1955), nigrischer General und Politiker
- Issa, Muhammad bin Abdul Karim (* 1965), saudi-arabischer Politiker
- Issa, Pierre (* 1975), südafrikanisch-französischer Fußballspieler
- Issa, Veronika, US-amerikanische Schauspielerin und Synchronsprecherin
- Issa, Youssef al- († 1948), Journalist, Herausgeber und Chefredakteur
- Issaakjan, Matewos (* 1998), russischer Automobilrennfahrer
- Issabajew, Beibit (* 1962), kasachischer Diplomat und Politiker
- Issabekow, Asim (* 1960), kirgisischer Politiker
- Issacharoff, Jeremy (* 1955), israelischer Diplomat, Botschafter des Staates Israel in DeutschlandJeremy Issacharoff (* 1955)

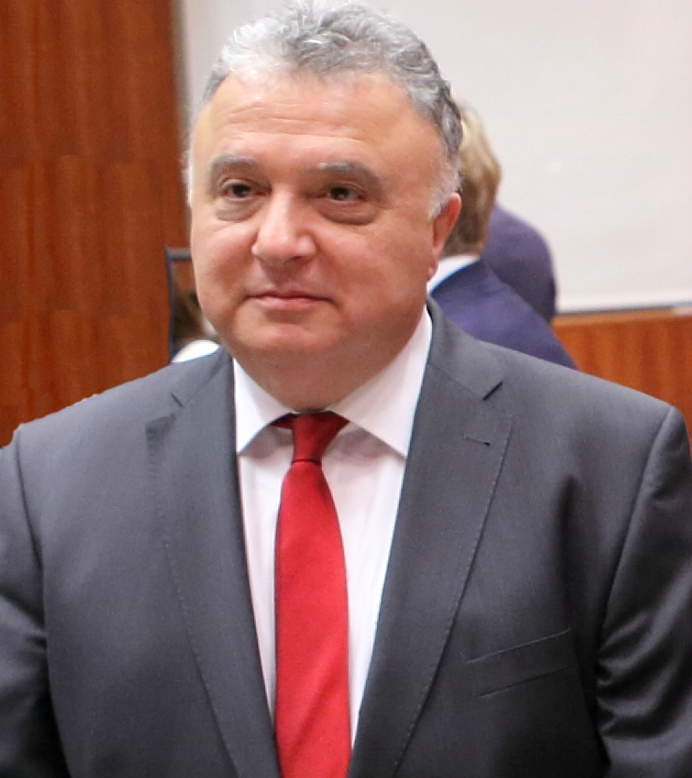
Jeremy Issacharoff (* 1955)

- Issaew, Chassan (* 1952), bulgarischer Ringer
- Issah, Abass (* 1998), ghanaischer Fußballspieler
- Issah, Kamal (* 1992), ghanaischer Fußballspieler
- Issahakjan, Awetik (1875–1957), armenischer Autor und Aktivist
- Issahaku, Abdul Fatawu (* 2004), ghanaischer Fußballspieler
- Issaitschew, Wladimir Jewgenjewitsch (* 1986), russischer Bahn- und Straßenradrennfahrer
- Issajenko, Angella (* 1958), kanadische Sprinterin
- Issajenko, Denys (* 1980), ukrainischer Eishockeyspieler
- Issajenko, Oleg Igorewitsch (* 2000), russischer Fußballspieler
- Issajenko, Serhij (* 1987), ukrainischer Snookerspieler
- Issajew, Anatoli Konstantinowitsch (1932–2016), sowjetischer Fußballspieler
- Issajew, Boris (* 1953), sowjetischer Radrennfahrer
- Issajew, Kanatbek (* 1975), kirgisischer Politiker
- Issajew, Mansur Mustafajewitsch (* 1986), russischer Judoka
- Issajew, Mladen (1907–1991), bulgarischer Lyriker
- Issajewa, Anschelika Albertowna (* 2000), russische Tennisspielerin
- Issajewa, Wera Wassiljewna (1898–1960), sowjetische Bildhauerin und Hochschullehrerin
- Issak, Friedrich (1915–1991), estnischer Speerwerfer
- Issaka, Aïchatou Ousmane, nigrische Offizierin und Frauenrechtlerin
- Issaka, Amadou (1924–2004), nigrischer Politiker
- Issaka, Awudu (* 1979), ghanaischer Fußballspieler
- Issaka, Hamadou Djibo (* 1977), nigrischer Ruderer
- Issaka, Zain (* 1997), japanischer Fußballspieler
- Issakadse, Liana (1946–2024), sowjetische bzw. georgische Geigerin und Dirigentin
- Issakadze, Eldar (1936–2005), georgischer Cellist und Cellopädagoge
- Issakadze, Irma (* 1976), georgische Pianistin
- Issakides, Barbara (1914–2011), österreichische Pianistin und Widerstandskämpferin
- Issakou, Souleymane (* 1964), nigrischer Diplomat
- Issakova, Svetlana (* 1993), estnische Eiskunstläuferin
- Issakow, Iwan Stepanowitsch (1894–1967), sowjetischer FlottenadmiralIwan Stepanowitsch Issakow (1894–1967)

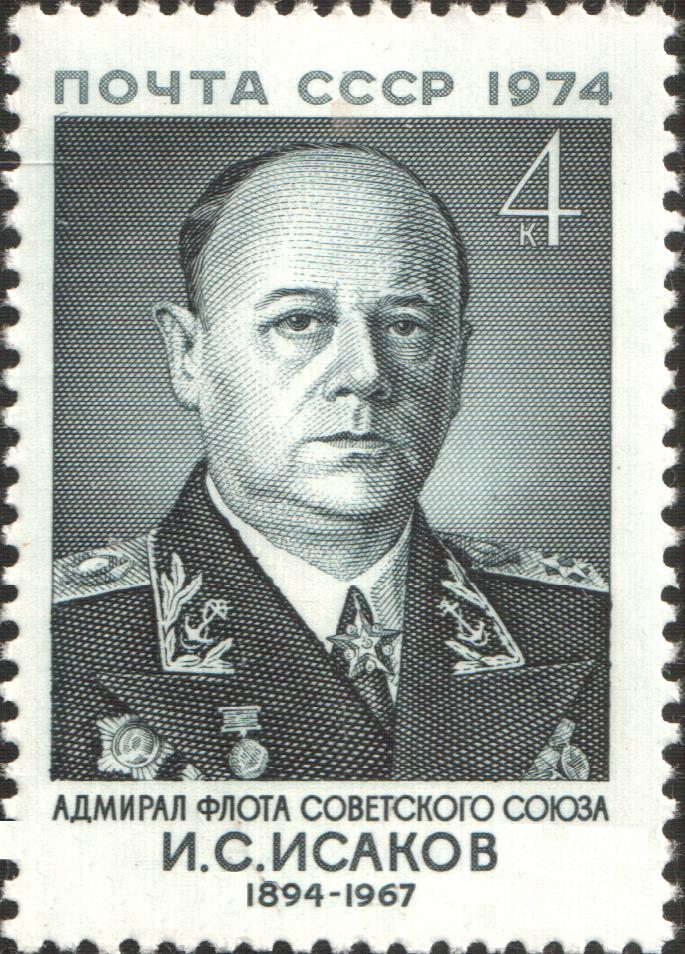
Iwan Stepanowitsch Issakow (1894–1967)

- Issakow, Juri Borissowitsch (1949–2013), russischer Leichtathlet
- Issakow, Sapar Dschumakadirowitsch (* 1977), kirgisischer Staatsmann, Ministerpräsident von Kirgisistan (2017–2018)
- Issakow, Timur (* 2000), kirgisischer Leichtathlet
- Issakow, Wladimir Wjatscheslawowitsch (* 1970), russischer Sportschütze
- Issakowa, Jewgenija Leonidowna (* 1978), russische Leichtathletin
- Issakowa, Marija Grigorjewna (1920–2011), sowjetische Eisschnellläuferin
- Issakowski, Michail Wassiljewitsch (1900–1973), russischer Dichter
- Issam al-Haddad (* 1953), ägyptischer Politiker
- Issamatow, Jernasar (* 2002), kirgisischer Eishockeyspieler
- Issambourg, Ludivine (* 1983), französische Flötistin (Jazz, Hip-Hop)
- Issangulow, Ildar Ildussowitsch (* 1992), russischer Eishockeyspieler
- Issanow, Nassirdin (1943–1991), kirgisischer Politiker
- Issara Kachaiwong (* 1983), thailändischer Snookerspieler
- Issara Sritaro (* 1980), thailändischer Fußballtrainer
- Issarapong Lilakorn (* 1988), thailändischer Fußballspieler
- Issatschenko, Alexander (1911–1978), österreichisch-russischer Slawist
- Issatschenko, Alexander (* 1986), kasachischer Biathlet
- Issatschenko, Boris Walentinowitsch (* 1958), belarussischer Bogenschütze und Sportfunktionär
- Issatschenko, Jewgeni (* 1988), russischer Naturbahnrodler
- Issatschenko, Natalja (* 1979), kasachische Skilangläuferin
- Issatschenko, Natalja (* 1986), kasachische Biathletin
- Issatschenkow, Jaroslaw (* 1995), ukrainischer Weitspringer
- Issaurel, Salvator (1871–1944), französischer Opernsänger (Tenor) und Musikpädagoge
- Issawi, Charles (1916–2000), ägyptischer Wirtschaftshistoriker
- Issawi, Samer (* 1979), palästinensisches Mitglied der Gruppe Demokratische Front zur Befreiung Palästinas

### Issb
- Issberner-Haldane, Ernst (1886–1966), deutsch-australischer Handleser, Yogalehrer und Okkultist

### Isse
- Isse, Hirsi Magan (1935–2008), somalischer Akademiker, Guerillaführer in der Somali Salvation Democratic Front und Vater der Islamkritikerin Ayaan Hirsi Ali
- Issekeschew, Ässet (* 1971), kasachischer Politiker
- Issel, Arturo (1842–1922), italienischer Geologe, Paläontologe, Prähistoriker und Malakologe
- Issel, Dan (* 1948), US-amerikanischer Basketballspieler
- Issel, Georg Wilhelm (1785–1870), deutscher Maler und hessischer Hofrat
- Issel, Heinrich (1854–1934), deutscher Trachtenmaler
- Issel, Verena (* 1982), deutsche Objekt- und Installationskünstlerin
- Issel, Werner (1884–1974), deutscher Architekt
- Isselbach, Franz Fortunat von (1663–1734), deutscher Freiherr und Generalfeldzeugmeister
- Isselburg, Heinrich (1577–1628), Bremer reformierter Theologe
- Isselburg, Peter, deutscher Zeichner, Kupferstecher, Drucker und Verleger
- Isselé, Fernand (1915–1994), belgischer Wasserballspieler
- Isselhard, Wolf (1930–1998), deutscher Mediziner
- Isselhorst, Arnold (1615–1695), deutscher Jurist und Ratssekretär der Hansestadt Lübeck
- Isselhorst, Erich (1906–1948), deutscher Jurist, Polizist und SS-Führer
- Isselhorst, Gotthard Arnold (1682–1765), deutscher Jurist und Bürgermeister der Hansestadt Lübeck
- Isselhorst, Johann Arnold (1720–1785), Jurist und Bürgermeister der Hansestadt Lübeck
- Isselmann, Ernst (1885–1916), deutscher Maler
- Issels, Josef (1907–1998), deutscher Arzt, alternativmedizinischer Krebstherapeut
- Issels, Rolf (* 1948), medizinischer Onkologe und Biochemiker
- Isselstein, Christoffel I. von († 1592), niederländischer Heerführer
- Isselstein, Vincent Schott von (1634–1705), preußischer Brigadegeneral
- Issen, Roland (* 1938), deutscher Gewerkschafter und Politiker (SPD), MdHB
- Issendorff, Franz von (1851–1908), preußischer Generalmajor
- Issendorff, Nikolaus von (1839–1923), sächsischer Generalleutnant
- Issendorff, Thomas von (1846–1913), preußischer Generalleutnant
- Isser Großrubatscher, Johanna von (1802–1880), Tiroler Zeichnerin und Schriftstellerin
- Isser, Andreas, Siebenbürger Lexikograf und Sprachdidaktiker, Romanist und Rumänist
- Isser, Franz (1932–2024), österreichischer Bobsportler
- Isser, Fritz, österreichischer Bobsportler
- Isser, Heinrich (1928–2004), österreichischer Rennrodler und Bobsportler
- Isser, Maria (1929–2011), österreichische Rennrodlerin
- Isserlein von Enns († 1421), jüdischer Geldleiher
- Isserlein, Israel (1390–1460), deutscher Rabbiner
- Isserles, Moses († 1572), polnischer Rabbiner
- Isserlin, Max (1879–1941), deutscher Neurologe
- Isserlis, Julius (1888–1968), russischer Pianist und Komponist
- Isserlis, Steven (* 1958), englischer Cellist
- İşsever, Vahdettin (* 1968), türkischer Boxer

### Issi
- Issig, Peter (* 1965), deutscher Jazzbassist und Videokünstler
- Issigonis, Alec (1906–1988), britischer Automobilkonstrukteur
- Issik Kagan († 553), Kagan des Göktürkenreiches
- Issik, Artjom Sergejewitsch (* 2002), russischer Fußballspieler
- Issinbajewa, Jelena Gadschijewna (* 1982), russische Stabhochspringerin und OlympiasiegerinJelena Gadschijewna Issinbajewa (* 1982)

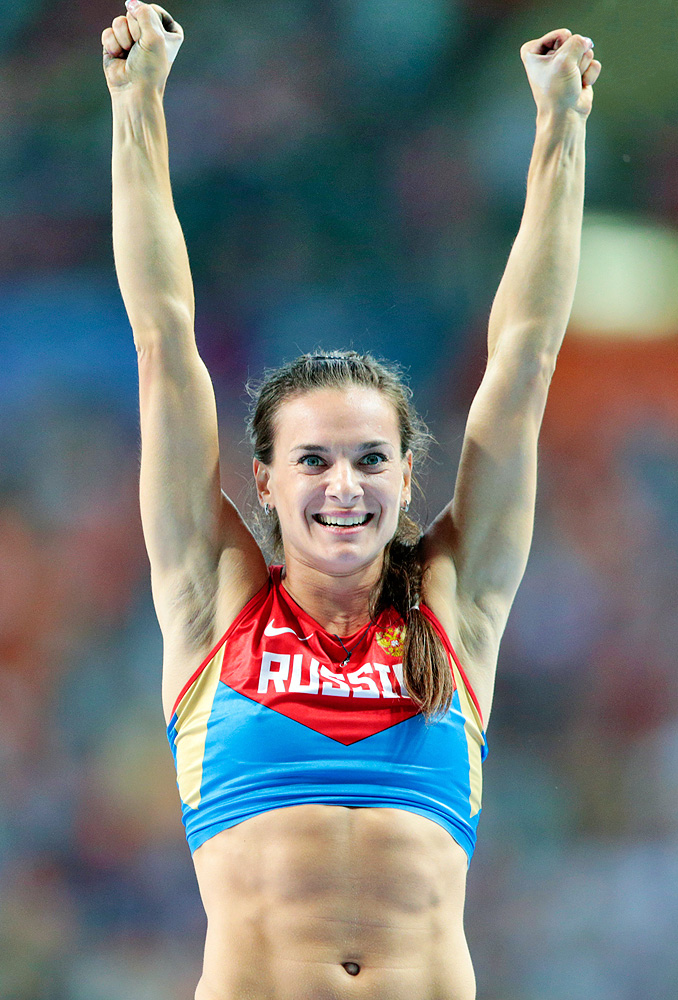
Jelena Gadschijewna Issinbajewa (* 1982)

- Issing, Otmar (* 1936), deutscher Ökonom

### Issl
- Ißleb, Jürgen (1940–2012), deutscher Fußballtorwart
- Issleib, Kurt (1919–1994), deutscher Chemiker
- Issleib, Walter (* 1923), deutscher Diplomat, Botschafter der DDR
- Issler, Emil (1872–1952), elsässischer Botaniker und Lehrer
- Issler, Erwin (1928–2017), deutscher Architekt, deutsch-rumänischer Vertriebenenfunktionär
- Issler, Gaudenz (1853–1942), Schweizer Unternehmer und Politiker
- Issler, Helen (* 1946), Schweizer Chefredaktorin und Moderatorin beim DRS
- Ißler, Jörg (1928–2015), deutscher Ingenieur und Funkamateur
- Issler, Lothar (* 1943), deutscher Maschinenbauer und Hochschullehrer
- Issler, Peter (1922–2010), Schweizer Architekt

### Issm
- Ißmer, Fritz (1865–1930), deutscher Verwaltungsjurist in Schlesien
- Issmer, Hartmut (* 1952), deutscher Bauingenieur und Unternehmer
- Issmer, Volker (1943–2023), deutscher Lehrer, Historiker und Schriftsteller

### Isso
- Issojewa, Sairam (* 1942), sowjetische und tadschikische Schauspielerin
- Issolina, Indarti (* 1976), indonesische Badmintonspielerin
- Isson, Julius (1819–1882), Arzt
- Issoufou Alfaga, Abdoulrazak (* 1994), nigrischer Taekwondoin
- Issoufou, Mahamadou (* 1952), nigrischer PolitikerMahamadou Issoufou (* 1952)

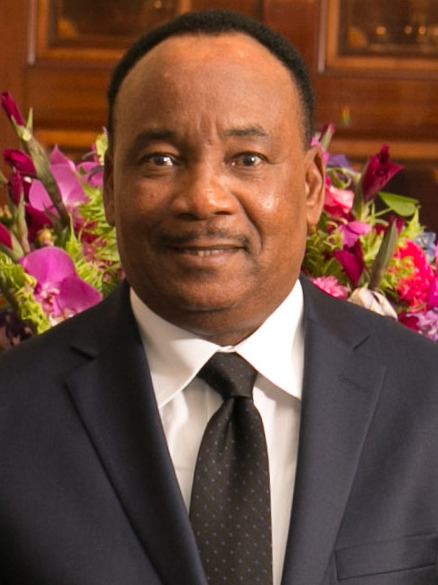
Mahamadou Issoufou (* 1952)

- Issoufou, Yanis (* 2006), französisch-nigrischer Fußballspieler
- Issová, Klára (* 1979), tschechische Film- und Theaterschauspielerin
- Issová, Martha (* 1981), tschechische Schauspielerin
- Issoze-Ngondet, Emmanuel (1961–2020), gabunischer Politiker (PDG) und Diplomat